# Associazione Calcio Como 1959-1960
Questa pagina raccoglie le informazioni riguardanti l'Associazione Calcio Como nelle competizioni ufficiali della stagione 1959-1960.

## Rosa
| N. |                   | Ruolo | Calciatore         |
| -- | ----------------- | ----- | ------------------ |
|    | Italia (bandiera) | P     | Gianvito Geotti    |
|    | Italia (bandiera) | P     | Antonio Lonardi    |
|    | Italia (bandiera) | D     | Bruno Ballarini    |
|    | Italia (bandiera) | D     | Antonio Ghelfi     |
|    | Italia (bandiera) | D     | Livio Ghioni       |
|    | Italia (bandiera) | D     | Franco Landri      |
|    | Italia (bandiera) | D     | Renato Rambaldelli |
|    | Italia (bandiera) | D     | Maurilio Valpreda  |
|    | Italia (bandiera) | C     | Dino Baccheretti   |
|    | Italia (bandiera) | C     | Remigio Bellini    |
|    | Italia (bandiera) | C     | Candido Beretta    |

| N. |                   | Ruolo | Calciatore          |
| -- | ----------------- | ----- | ------------------- |
|    | Italia (bandiera) | C     | Cesare Campagnoli   |
|    | Italia (bandiera) | C     | Aldo Fontana        |
|    | Italia (bandiera) | C     | Nello Governato     |
|    | Italia (bandiera) | C     | Simone Marsili      |
|    | Italia (bandiera) | C     | Giorgio Perversi    |
|    | Italia (bandiera) | C     | Franco Stefanini    |
|    | Italia (bandiera) | C     | Gianluigi Stefanini |
|    | Italia (bandiera) | A     | Giuseppe Baldini    |
|    | Italia (bandiera) | A     | Carlo Dell'Omodarme |
|    | Italia (bandiera) | A     | Roberto Poluzzi     |
|    | Italia (bandiera) | A     | Giacomo Stecker     |

## Risultati

### Serie B

#### Girone di andata
| 15 ottobre 1959 1ª giornata | Como | 1 – 1 | Parma |  |

| 1º novembre 2ª giornata | Marzotto Valdagno | 1 – 1 | Como |  |

| 4 ottobre 1959 3ª giornata | Como | 1 – 0 | Venezia |  |

| 11 ottobre 1959 4ª giornata | Lecco | 3 – 2 | Como |  |

| 8 novembre 1953 5ª giornata | Como | 2 – 1 | Torino |  |

| 25 ottobre 1959 6ª giornata | Verona | 3 – 0 | Como |  |

| 1º novembre 1959 7ª giornata | Como | 0 – 1 | Triestina |  |

| 15 novembre 1959 8ª giornata | Ozo Mantova | 2 – 1 | Como |  |

| 8 ottobre 1967 9ª giornata | Como | 2 – 1 | Messina |  |

| 22 settembre 1946 10ª giornata | Como | 1 – 1 | Catania |  |

| 29 novembre 1959 11ª giornata | Brescia | 0 – 0 | Como |  |

| 13 dicembre 1959 12ª giornata | Como | 1 – 1 | Taranto |  |

| 15 settembre 1996 13ª giornata | Catanzaro | 1 – 1 | Como |  |

| 8 dicembre 1949 14ª giornata | Como | 3 – 0 | Cagliari |  |

| 9 febbraio 1975 15ª giornata | Modena | 3 – 0 | Como |  |

| 10 gennaio 1960 16ª giornata | Como | 2 – 1 | Simmenthal-Monza |  |

| 16 novembre 1986 17ª giornata | Como | 3 – 0 | Sambenedettese |  |

| 24 gennaio 1960 18ª giornata | Novara | 1 – 2 | Como |  |

| 31 gennaio 1960 19ª giornata | Reggiana | 1 – 2 | Como |  |

#### Girone di ritorno
| 8 febbraio 1960 20ª giornata | Parma | 2 – 0 | Como |  |

| 15 febbraio 1960 21ª giornata | Como | 1 – 1 | Marzotto Valdagno |  |

| 21 febbraio 1960 22ª giornata | Venezia | 3 – 0 | Como |  |

| 28 febbraio 1960 23ª giornata | Como | 0 – 1 | Lecco |  |

| 6 marzo 1960 24ª giornata | Torino | 1 – 0 | Como |  |

| 13 marzo 1960 25ª giornata | Como | 0 – 1 | Verona |  |

| 20 marzo 1960 26ª giornata | Triestina | 1 – 0 | Como |  |

| 27 marzo 1960 27ª giornata | Como | 0 – 1 | Ozo Mantova |  |

| 3 aprile 1960 28ª giornata | Messina | 0 – 1 | Como |  |

| 10 aprile 1960 29ª giornata | Catania | 2 – 1 | Como |  |

| 17 aprile 1960 30ª giornata | Como | 4 – 0 | Brescia |  |

| 24 aprile 1960 31ª giornata | Taranto | 3 – 1 | Como |  |

| 1º maggio 1960 32ª giornata | Como | 3 – 2 | Catanzaro |  |

| 8 maggio 1960 33ª giornata | Cagliari | 1 – 5 | Como |  |

| 15 maggio 1960 34ª giornata | Como | 1 – 1 | Modena |  |

| 22 maggio 1960 35ª giornata | Simmenthal-Monza | 2 – 4 | Como |  |

| 26 maggio 1960 36ª giornata | Sambenedettese | 1 – 0 | Como |  |

| 29 maggio 1960 37ª giornata | Como | 2 – 2 | Novara |  |

| 5 giugno 1960 38ª giornata | Como | 3 – 1 | Reggiana |  |

## Statistiche

### Statistiche di squadra
| Competizione | Punti | In casa | In casa | In casa | In casa | In casa | In casa | In trasferta | In trasferta | In trasferta | In trasferta | In trasferta | In trasferta | Totale | Totale | Totale | Totale | Totale | Totale | DR |
| Competizione | Punti | G       | V       | N       | P       | Gf      | Gs      | G            | V            | N            | P            | Gf           | Gs           | G      | V      | N      | P      | Gf     | Gs     | DR |
| ------------ | ----- | ------- | ------- | ------- | ------- | ------- | ------- | ------------ | ------------ | ------------ | ------------ | ------------ | ------------ | ------ | ------ | ------ | ------ | ------ | ------ | -- |
| Serie B      | 37    | 19      | 9       | 6       | 4       | 30      | 17      | 19           | 5            | 3            | 11           | 21           | 31           | 38     | 14     | 9      | 15     | 51     | 48     | +3 |
| Coppa Italia |       | 1       | 1       | 0       | 0       | 2       | 1       | 2            | 1            | 0            | 1            | 1            | 2            | 3      | 2      | 0      | 1      | 3      | 3      | 0  |
| Totale       |       | 20      | 10      | 6       | 4       | 32      | 18      | 21           | 6            | 3            | 12           | 22           | 33           | 41     | 16     | 9      | 16     | 54     | 51     | +3 |

### Statistiche dei giocatori
| Giocatore        | Serie B  | Serie B | Coppa Italia | Coppa Italia | Totale   | Totale |
| Giocatore        | Presenze | Reti    | Presenze     | Reti         | Presenze | Reti   |
| ---------------- | -------- | ------- | ------------ | ------------ | -------- | ------ |
| D. Baccheretti   | 32       | 1       | 3            | 0            | 35       | 1      |
| G. Baldini       | 10       | 3       | -            | -            | 10       | 3      |
| B. Ballarini     | 27       | 0       | 1            | 0            | 28       | 0      |
| R. Bellini       | 18       | 3       | 2            | 2            | 20       | 5      |
| C. Beretta       | 31       | 0       | 3            | 0            | 34       | 0      |
| C. Campagnoli    | 31       | 8       | 1            | 0            | 32       | 8      |
| C. Dell'Omodarme | 24       | 12      | 2            | 0            | 26       | 12     |
| A. Fontana       | 2        | 1       | -            | -            | 2        | 1      |
| G. Geotti        | 3        | -4      | 1            | -2           | 4        | -6     |
| L. Ghioni        | 21       | 0       | 1            | 0            | 22       | 0      |
| A. Ghelfi        | 6        | 0       | -            | -            | 6        | 0      |
| N. Governato     | 33       | 10      | 2            | 0            | 35       | 10     |
| F. Landri        | 11       | 0       | 1            | 0            | 12       | 0      |
| A. Lonardi       | 35       | -44     | 2            | -1           | 37       | -45    |
| S. Marsili       | 12       | 0       | 2            | 0            | 14       | 0      |
| G. Perversi      | 28       | 1       | 3            | 1            | 31       | 2      |
| R. Poluzzi       | 1        | 0       | -            | -            | 1        | 0      |
| R. Rambaldelli   | 17       | 0       | 1            | 0            | 18       | 0      |
| G. Stecher       | 6        | 1       | 1            | 0            | 7        | 1      |
| F. Stefanini     | 25       | 5       | 2            | 0            | 27       | 5      |
| G. Stefanini     | 37       | 4       | 3            | 0            | 40       | 4      |
| M. Valpreda      | 8        | 0       | 2            | 0            | 10       | 0      |